# Mauser SP66
Mauser SP66 — немецкая снайперская винтовка, разработанная в 1976 году на основе спортивной винтовки М66 Супер Матч.
Для стрельбы из снайперской винтовки применяются винтовочные патроны калибра 7,62×51 мм НАТО. Технически представляет собой 3-зарядную винтовку с продольно-скользящим поворотным затвором. Подача патронов при стрельбе производится из магазинов ёмкостью 3 патронов.
Винтовка комплектуется оптическим прицелом.

## Страны-эксплуатанты
- Италия — состоит на вооружении 9-го парашютно-десантного полка вооруженных сил Италии[1].